# Guglielmo III di Ross
Guglielmo III di Ross (... – Ross-shire, 9 febbraio 1372) è stato un nobile scozzese, Giudice di Scozia.

## Biografia
Prima del 1333 le informazioni su Guglielmo sono molto scarse. Si sa solo che al momento della morte del padre Ugo di Ross si trovava in esilio in Norvegia, probabilmente ospite della regina vedova Isabella Bruce, sua zia, e che quindi non combatté durante la prima fase della seconda guerra d'indipendenza scozzese. Rientrò in Scozia solo nel 1336 per prendere possesso della sua eredità, alleandosi poi col clan Stewart e quindi diventando un sostenitore di re Davide II, suo cugino (in un documento del 1374 Guglielmo era definito frater regis, "fratello del re").
Nel 1339 fu protagonista del vittorioso assedio di Perth, facendo scavare delle gallerie che drenarono l'acqua del fossato cittadino, permettendo agli assedianti di raggiungerla indenni e ottenere la resa della guarnigione inglese. Nel 1342 infeudò tale Ronald McRuaidhrí, ma già nel 1346 vi era entrato in aspro contrasto e lo uccise a tradimento nel monastero di Elcho. Nonostante fosse parente stretto del re, temendo ripercussioni fuggì per un breve periodo nelle Highlands, non partecipando così alla campagna militare estiva di Davide II in Inghilterra, che risultò nella disastrosa sconfitta di Neville's Cross.
Approfittando della cattività di Davide, che rimase prigioniero in Inghilterra per undici anni, Guglielmo divenne uno dei principali politici scozzesi, godendo di ampia autonomia data l'assenza del sovrano e incorrendo quindi nelle ire dei suoi sostenitori. Alla liberazione di Davide nel 1357, Guglielmo avrebbe dovuto prendere il suo posto come ostaggio presso la corte inglese, ma riuscì infine ad evitarlo in qualche modo, poiché negli anni 1360 è registrato come autore di donazioni in Scozia. Anche il giovane figlio William avrebbe dovuto essere preso in ostaggio dagli inglesi, ma il bambino venne dispensato perché già molto malato, e la sua mancanza di menzioni successive indica che dovette morire di lì a poco.
Dal 1366 in poi fu tra i capi dell'opposizione al dominio filo-inglese di Davide II, il quale costrinse sua figlia ed erede Eufemia di Ross a sposare un suo favorito, Walter Leslie. Dopo la morte di Davide II nel 1371 cercò di ingraziarsi il successore Roberto II, definendosi suo humilis nepos ("umile nipote"), ma senza successo, e subì numerose confische dei suoi beni e feudi, morendo poi il 9 febbraio 1372.

## Discendenza
Dalla moglie Mary McDonald, appartenente al clan Donald e sposata nel 1342 tramite dispensa di papa Clemente VI, ebbe tre figli:
- Eufemia, contessa di Ross;
- Janet;
- William, morto giovane.